# Kelime Çetinkaya

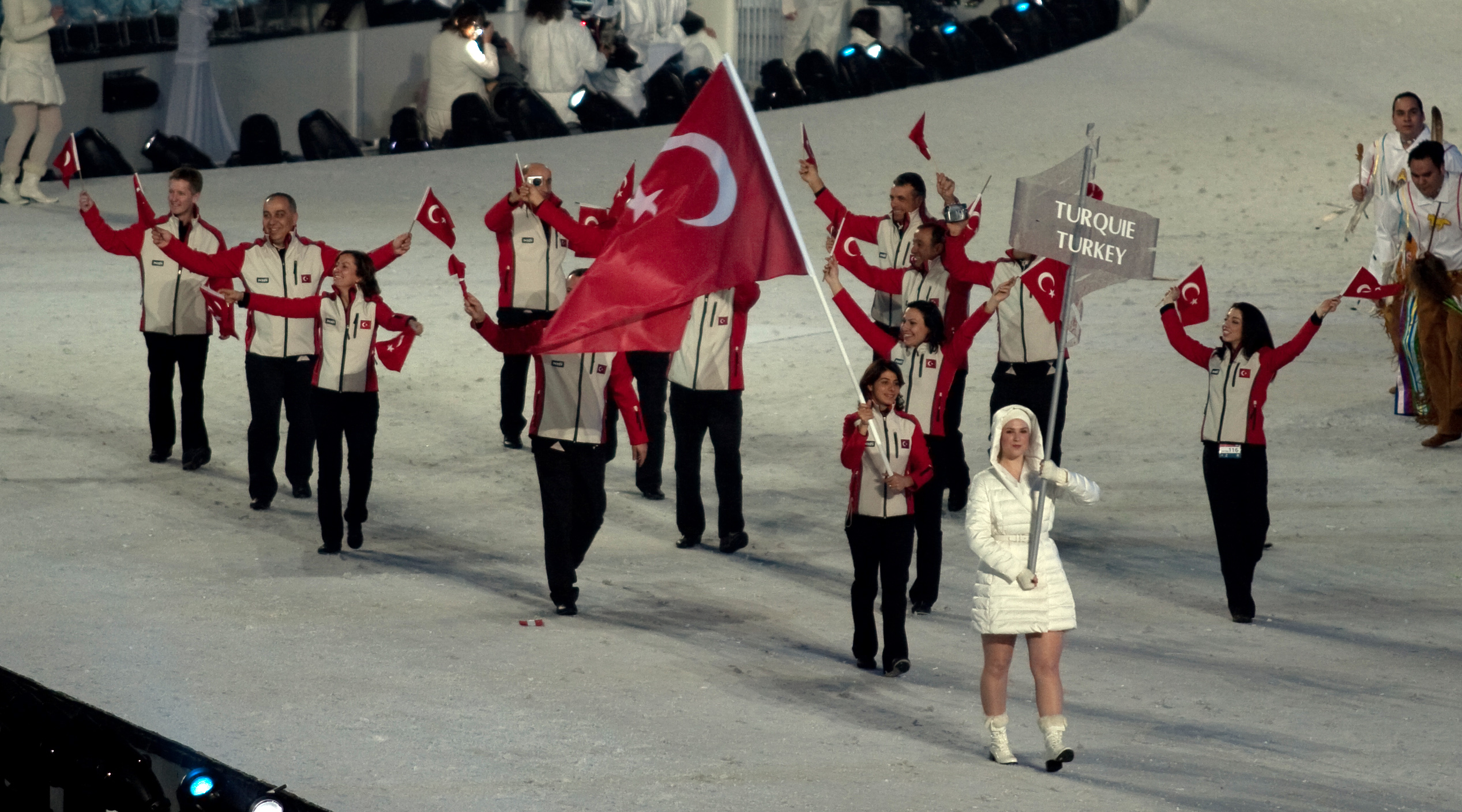
Kelime Çetinkaya como porta-bandeira da delegação turca na cerimônia de abertura dos Jogos Olímpicos de Inverno de 2010

Kelime Aydın Çetinkaya (Carse, 15 de junho de 1982) é uma esquiadora cross-country turca.